# Liste der größten gemeinnützigen Stiftungen
Die Liste der größten gemeinnützigen Stiftungen listet die größten Stiftungen weltweit nach der Höhe ihres Stiftungskapitals. Nur gemeinnützige Stiftungen sind in dieser Liste enthalten. Bei den meisten Stiftungen der Liste handelt es sich um US-amerikanische 501(c) organization, welche ihre Vermögenswerte offenlegen müssen. Die Liste erhebt keinen Anspruch an Vollständigkeit, auch da in manchen Ländern Stiftungen ihre Vermögen nicht offenlegen müssen. 

## Liste
Im Folgenden sind die 50 größten wohltätigen Stiftungen nach der Höhe ihres Stiftungsvermögens zum letzten ermittelbaren Zeitpunkt angegeben.
| Rang | Stiftung                                            | Land                         | Stiftungsvermögen (in Mio. US-Dollar) | Zeitpunkt |
| ---- | --------------------------------------------------- | ---------------------------- | ------------------------------------- | --------- |
| 1    | Novo Nordisk Foundation                             | Dänemark                     | 93.730                                | 2023      |
| 2    | Gates Foundation                                    | Vereinigte Staaten           | 70.421                                | 2023      |
| 3    | Lilly Endowment                                     | Vereinigte Staaten           | 62.200                                | 2023      |
| 4    | Stichting INGKA Foundation                          | Niederlande                  | 58.597                                | 2016      |
| 5    | The Mastercard Foundation                           | Vereinigte Staaten           | 29.234                                | 2022      |
| 6    | Azim Premji Foundation                              | Indien                       | 29.100                                | 2023      |
| 7    | Wellcome Trust                                      | Vereinigtes Königreich       | 26.542                                | 2023      |
| 8    | Howard Hughes Medical Institute                     | Vereinigte Staaten           | 24.177                                | 2022      |
| 9    | RAG-Stiftung                                        | Deutschland                  | 19.440                                | 2024      |
| 10   | Ford Foundation                                     | Vereinigte Staaten           | 16.383                                | 2022      |
| 11   | Robert Wood Johnson Foundation                      | Vereinigte Staaten           | 13.837                                | 2022      |
| 12   | Silicon Valley Community Foundation                 | Vereinigte Staaten           | 13.822                                | 2022      |
| 13   | J. Paul Getty Trust                                 | Vereinigte Staaten           | 12.545                                | 2023      |
| 14   | William and Flora Hewlett Foundation                | Vereinigte Staaten           | 12.456                                | 2022      |
| 15   | Stavros Niarchos Foundation                         | Griechenland                 | 12.000                                | 2022      |
| 16   | The Church Commissioners for England                | Vereinigtes Königreich       | 11.437                                | 2022      |
| 17   | Kamehameha Schools                                  | Vereinigte Staaten           | 11.621                                | 2022      |
| 18   | Fundación Bancaria “la Caixa”                       | Spanien                      | 11.323                                | 2023      |
| 19   | Open Society Foundations                            | Vereinigte Staaten           | 10.600                                | 2022      |
| 20   | Garfield Weston Foundation                          | Vereinigtes Königreich       | 10.503                                | 2022      |
| 21   | Muhammad bin Rashid Al Maktum Foundation            | Vereinigte Arabische Emirate | 10.000                                | 2012      |
| 22   | Musk Foundation                                     | Vereinigte Staaten           | 9.500                                 | 2024      |
| 23   | Bloomberg Philanthropies                            | Vereinigte Staaten           | 8.931                                 | 2017      |
| 24   | Fondazione Cariplo                                  | Italien                      | 8.864                                 | 2023      |
| 25   | W.K. Kellogg Foundation                             | Vereinigte Staaten           | 8.769                                 | 2022      |
| 26   | David and Lucile Packard Foundation                 | Vereinigte Staaten           | 8.263                                 | 2022      |
| 27   | John D. und Catherine T. MacArthur Foundation       | Vereinigte Staaten           | 8.356                                 | 2022      |
| 28   | Li Ka Shing Foundation                              | Hongkong                     | 8.300                                 | 2012      |
| 29   | Gordon Betty Moore Foundation                       | Vereinigte Staaten           | 8.279                                 | 2022      |
| 30   | The Leona M. and Harry B. Helmsley Charitable Trust | Vereinigte Staaten           | 8.221                                 | 2022      |
| 31   | Andrew W. Mellon Foundation                         | Vereinigte Staaten           | 8.190                                 | 2022      |
| 32   | The Pew Charitable Trusts                           | Vereinigte Staaten           | 7.242                                 | 2023      |
| 33   | Jacobs Foundation                                   | Schweiz                      | 7.015                                 | 2023      |
| 34   | Conrad N. Hilton Foundation                         | Vereinigte Staaten           | 6.344                                 | 2022      |
| 35   | Rockefeller Foundation                              | Vereinigte Staaten           | 6.279                                 | 2022      |
| 36   | Robert Bosch Stiftung                               | Deutschland                  | 5.945                                 | 2023      |
| 37   | Tulsa Community Foundation                          | Vereinigte Staaten           | 5.819                                 | 2022      |
| 38   | Walton Family Foundation                            | Vereinigte Staaten           | 5.688                                 | 2022      |
| 39   | Greater Kansas City Community Foundation            | Vereinigte Staaten           | 5.002                                 | 2022      |
| 40   | The Simons Foundation                               | Vereinigte Staaten           | 4.955                                 | 2022      |
| 41   | Volkswagenstiftung                                  | Deutschland                  | 4.428                                 | 2023      |
| 42   | The California Endowment                            | Vereinigte Staaten           | 4.319                                 | 2023      |
| 43   | Realdania                                           | Dänemark                     | 4.300                                 | 2022      |
| 44   | The Chicago Community Trust                         | Vereinigte Staaten           | 4.269                                 | 2022      |
| 45   | Robert W. Woodruff Foundation                       | Vereinigte Staaten           | 4.077                                 | 2022      |
| 46   | Carnegie Corporation of New York                    | Vereinigte Staaten           | 4.065                                 | 2022      |
| 47   | The Kresge Foundation                               | Vereinigte Staaten           | 4.042                                 | 2022      |
| 48   | Foundation For The Carolinas                        | Vereinigte Staaten           | 3.879                                 | 2022      |
| 49   | Calouste Gulbenkian Foundation                      | Portugal                     | 3.722                                 | 2022      |
| 50   | Charles Stewart Mott Foundation                     | Vereinigte Staaten           | 3.663                                 | 2022      |